# Garcia Arnaldo di Bigorre
Garcia Arnaldo (spagnolo Garcia Arnaldo, francese Garcia Arnaud, catalano Garcia Arnau, e occitano Garcia Arnauld; seconda metà del secolo X – 1025/32) fu Conte di Bigorre dal 1000 alla sua morte.

## Origine
Garcia Arnaldo, secondo La Vasconie. Tables Généalogiques, era il figlio di Arnaldo di Bigorre e della moglie, di cui non si conoscono né il nome né gli ascendenti.
Arnaldo di Bigorre, ancora secondo La Vasconie. Tables Généalogiques, era figlio del Conte di Bigorre, Raimondo I e della moglie, Garsenda (Faquilena) d'Astarac, che, secondo il Codice di Roda, era figlia di Arnaldo conte d'Astarac; secondo La Vasconie. Tables Généalogiques, Garsenda e Faquilena, forse erano due persone diverse; la questione non è molto chiara, in quanto Raimondo avrebbe sposato due sorelle, oppure, la stessa persona era stata chiamata in due modi diversi, come chiarisce la nota del Codice di Roda; anche l'Historique du Cartulaire de l'abbaye des bénédictins de Saint-Savin en Lavedan (945-1175), senza nominarlo cita Arnaldo come fratello del Conte di Bigorre, Luigi.

## Biografia
Di Garcia Arnaldo si hanno poche informazioni:
Secondo La Vasconie. Tables Généalogiques, suo padre, Arnaldo, morì prima del 1000.
Sempre secondo La Vasconie. Tables Généalogiques, verso l'anno 1000, suo zio, Luigi, Conte di Bigorre, mori senza discendenza;
Garcia Arnaldo succedette allo zio Luigi, come conferma anche l'Historique du Cartulaire de l'abbaye des bénédictins de Saint-Savin en Lavedan (945-1175).
In diversi documenti, Garcia Arnaldo, viene citato come conte di Bigorre (Garcias Arnaldi comes Vigorrensis), come ci conferma ancora La Vasconie. Tables Généalogiques.
Siccome l'ultimo documento in cui appare citato è datato 1025, si presume che Garcia Arnaldo sia morto poco dopo quella data.
Gli succedette la figlia, Garsenda, che aveva sposato il conte de Foix, di Carcassonne e di Couserans, Bernardo Ruggero di Foix.

## Matrimonio e discendenza
Garcia Arnaldo, secondo La Vasconie. Tables Généalogiques, verso il 990, aveva preso in moglie Riccarda, figlia del visconte di Astarac, Garcia Arnaldo.
Garcia Arnaldo dalla moglie Riccarda ebbe una figlia:
- Garsenda (990 circa - 1032/34) Contessa di Bigorre[9].

### Fonti primarie
- (LA)  Textos del Codice de Roda.
- (LA)  Cartulaire de l'abbaye des bénédictins de Saint-Savin en Lavedan (945-1175).

### Letteratura storiografica
- (FR)  LA VASCONIE.
- (FR)  Histoire du Comté et de la Vicomté de Carcassonne.